# Yona Kosashvili
Yona Kosashvili (russisch Йона Косашвили; * 3. Juli 1970 in Tiflis) ist ein israelischer Schachspieler.
Er spielte für Israel bei zwei Schacholympiaden: 1990 und 1998. Außerdem nahm er an der europäischen Mannschaftsmeisterschaft (1989) teil.
Er ist mit der ungarischen Schachspielerin Zsófia Polgár verheiratet. Das Paar hat zwei Söhne: Alon (* 2000) und Joaw (* 2003).
Im Jahre 1990 wurde ihm der Titel Internationaler Meister (IM) verliehen. Der Großmeister-Titel (GM) wurde ihm 1994 verliehen.
Kosashvili ist seit 2012 als Schachspieler inaktiv. Er arbeitet als Leiter der Orthopädie am Kaplan Medical Center in Rechovot und hat eine Professur an der Universität Tel Aviv inne.  
| Hier fehlt eine Grafik, die leider im Moment aus technischen Gründen nicht angezeigt werden kann. Wir arbeiten daran! |